# Charles Wyville Thomson
Charles Wyville Thomson, född 5 mars 1830 i Bonsyde i Linlithgow i West Lothian, död 10 mars 1882 på samma plats, var en skotsk zoolog och ledare för Challengerexpeditionen. Wyville Thompson räknas som oceanografins grundare.

## Karriär
Wyville Thomson föddes i Skottland som son till en kirurg i British East India Company. Han fick sin skolgång i Merchiston Castle School, och studerade vid Edinburghs universitet. 1850 fick han tjänst som professor och lektor i botanik vid universitetet i Aberdeen, och blev 1853 professor i naturalhistoria vid Queen's College, Cork, på Irland. Ett år senare utsågs han till prefekt i mineralogi och geologi vid Queen's University of Belfast, och senare fick han samma tjänst där i naturalhistoria. 1868 blev han professor i botanik vid Royal College of Science, Dublin, och slutligen 1870 prefekt i naturalhistoria vid universitetet i Edinburgh.

## Intressen
Wyville Thomson är ihågkommen för sina utforskningar av de biologiska förhållandena i djupvatten. Han var intresserad av sjöliljor, och inspirerad av Michael Sars och dennes efterföljares upptäckter i de norska fjordarna, och övertalade därför Marinen att låta honom använda HMS Lightning och HMS Porcupine för djupvattensundersökningar somrarna 1868 och 1869. Undersökningarna visade att det fanns liv på ett havsdjup av 1200 meter, samt att alla havets evertebrater förekommer i dessa djup. De kunde även fastslå att temperaturen i dessa djup ingalunda var så konstant som man förmodat, utan visade en påfallande variation, vilket indikerade termohalin cirkulation, cirkulation av undervattenströmmar. Resultaten redovisades i The Depths of the Sea, som utgavs 1873.

## Challengerexpeditionen
De anmärkningsvärda hydrografiska och zoologiska resultat som Wyville Thomson framlagt, samt det ökade intresset för telegrafiska förbindelser över haven, ledde till att Marinen lät honom använda HMS Challenger för en global expedition. Wyville Thomson utsågs till vetenskaplig ledare, och skeppet avseglade 23 december 1872.

## Efterspel
Challengerexpeditionen var en given framgång. Vid sin återkomst erhöll Wyville Thomson flera hedersbetygelser, och slogs till riddare. 1877 utkom han med The Voyage of the Challenger in the Atlantic i två band, som var en preliminär redovisning av resan. De följande två åren sysslade han med kontorssysslor och skrev samtidigt en mera utförlig rapport om sin resa. 
Wyville Thomson var en mycket spänd person, som led av klen hälsa nästan hela sitt liv. Han upplevde kontakten med förläggare mycket stressande, när de begärde ett femtiobandsverk om expeditionen. 1879 upphörde han med sin tjänst vid universitetet, 1881 lade han ned skrivandet av rapporten, och han dog utblottad och nedbruten i sin säng i Bonsyde i mars 1882. Publiceringen fullbordades och utfördes postumt av hans vän och kollega John Murray.